# Teste nuclear aquático
Teste nuclear aquáticos ou subaquático, são testes realizados na água, o primeiro teste nuclear aquático foi o Baker com o objetivo de medir os efeitos de uma bomba de seu porte na água e os danos dos navios que estariam perto, se os testes tiverem êxito para uma linha de ogivas, certamente acaba como torpedo na marinha, como por exemplo a W76.